# Instituto Superior do Litoral do Paraná
O Grupo de Ensino ISULPAR (ou apenas ISULPAR) é uma instituição de ensino médio e ensino superior, localizado na cidade de Paranaguá, Paraná, Brasil.

## História
O ISULPAR teve origem onde estava instalado o antigo Colégio Itiberê, em 2000, na época com a oferta de dois cursos de Graduação, sendo eles Administração e Sistemas de Informação. Atualmente são ofertados pela IES dez cursos de graduação, além de pós-graduação e o Colégio ISULPAR.

## Infraestrutura
Localizados no Campus ISULPAR, são ofertados os cursos de graduação e pós-graduação, além do Colégio ISULPAR. Estão disponíveis para uso acadêmico os laboratórios de informática, brinquedoteca, auditório (Teatro ISULPAR) e o Centro de Convenções ISULPAR, além de área para estudos na biblioteca com mezanino e sala de estudos em grupo, estacionamento fechado e lanchonete. Localizado logo a frente do Campus ISULPAR está localizado o Núcleo de Prática Jurídica (NPJ), voltado ao atendimento de pessoas necessitadas, de forma gratuita. Também disponível para uso acadêmico e da comunidade, está o Teatro ISULPAR, um moderno espaço com 300 lugares para apresentações de palestras e conferências.